# Archibasis melanocyana
Archibasis melanocyana – gatunek ważki z rodziny łątkowatych (Coenagrionidae).